# أعداد متوالية
الأعداد المتوالية هي الأعداد المتفاضلة بواحد واحد مثل الواحد والاثنين والثلاثة والأربعة سواء أخذ المبدأ واحدا أو غير واحد وإن أخذت الأعداد بتفاضل اثنين اثنين وجعل المبدأ واحدا سميت أفرادا متوالية مثل الواحد والثلاثة والخمسة  وإن جعل المبدأ اثنين سميت أزواجا متوالية مثل الاثنين والاربعة والستة.